# Ole Riber Rasmussen
Ole Riber Rasmussen (ur. 28 września 1955 w Gladsaxe, zm. 11 lutego 2017) – duński strzelec sportowy. Srebrny medalista olimpijski z Los Angeles.
Specjalizował się w skeecie. Zawody w 1984 były jego debiutanckimi igrzyskami olimpijskimi, później startował również w Seulu, Barcelonie i Atlancie (czwarte miejsce). W Los Angeles, pod nieobecność sportowców z większości krajów Bloku Wschodniego, zajął drugie miejsce, wyprzedził go jedynie Amerykanin Matthew Dryke. Był medalistą mistrzostw Europy i zawodów Pucharu Świata.